# Mahmudiye, Kepsut
Mahmudiye là một xã thuộc huyện Kepsut, tỉnh Balıkesir, Thổ Nhĩ Kỳ. Dân số thời điểm năm 2010 là 879 người.